# 点绛唇
点绛唇，词牌名。亦称《点樱桃》、《十八香》、《南浦月》、《沙头雨》、《寻瑶草》。双调四十一字，上闕四句，押三仄韵；下闋五句，押四仄韵。
因梁江淹《咏美人春游》诗中有“白雪凝琼貌，明珠点绛唇”句得名。

## 異名
宋王禹偁詞，名《點櫻桃》；王十朋詞，名《十八香》；張輯詞有「邀月過南浦」句，故又名《南浦月》；又有「遙隔沙頭雨」句，故又名《沙頭雨》；韓淲詞有「更約尋瑤草」句，故又名《尋瑤草》。

## 词牌格式
註：
平表示平聲，
仄表示仄聲，
仄表示本仄可平，
平表示本平可仄，粗體表示韻腳。

### 正體
雙調四十一字，上闕四句二十字，三仄韻，下闋五句二十一字，四仄韻。

仄仄平平，平平平仄平平仄。仄平平仄，平仄平平仄。
仄仄平平，平仄平平仄。平仄仄。仄平平仄，平仄平平仄。

## 例词
- 馮延巳

蔭綠圍紅，飛瓊家在桃源住。畫橋當路，臨水開朱戶。
柳徑春深，行到關情處。顰不語。意憑風絮，吹向郎邊去。
- 姜夔

燕雁無心，太湖西畔隨雲去。數峰清苦，商略黃昏雨。
第四橋邊，擬共天隨住。今何許？憑欄懷古，殘柳參差舞。
- 賀鑄

一幅霜綃，麝煤熏膩紋絲縷。掩妝無語，的是銷凝處。
薄暮蘭橈，漾下萍花渚，風留住。綠楊歸路，燕子西飛去。
- 周邦彥

台上披襟，快風一瞬收殘雨。柳絲輕舉，蛛網黏飛絮。
極目平蕪，應是春歸處。愁凝貯，楚歌聲苦，村落黃昏鼓。
- 李清照

寂寞深閨，柔腸一寸愁千縷。惜春春去，几點催花雨。
倚遍欄干，只是無情緒！人何處？連天衰草，望斷歸來路。